# DAF YA-314

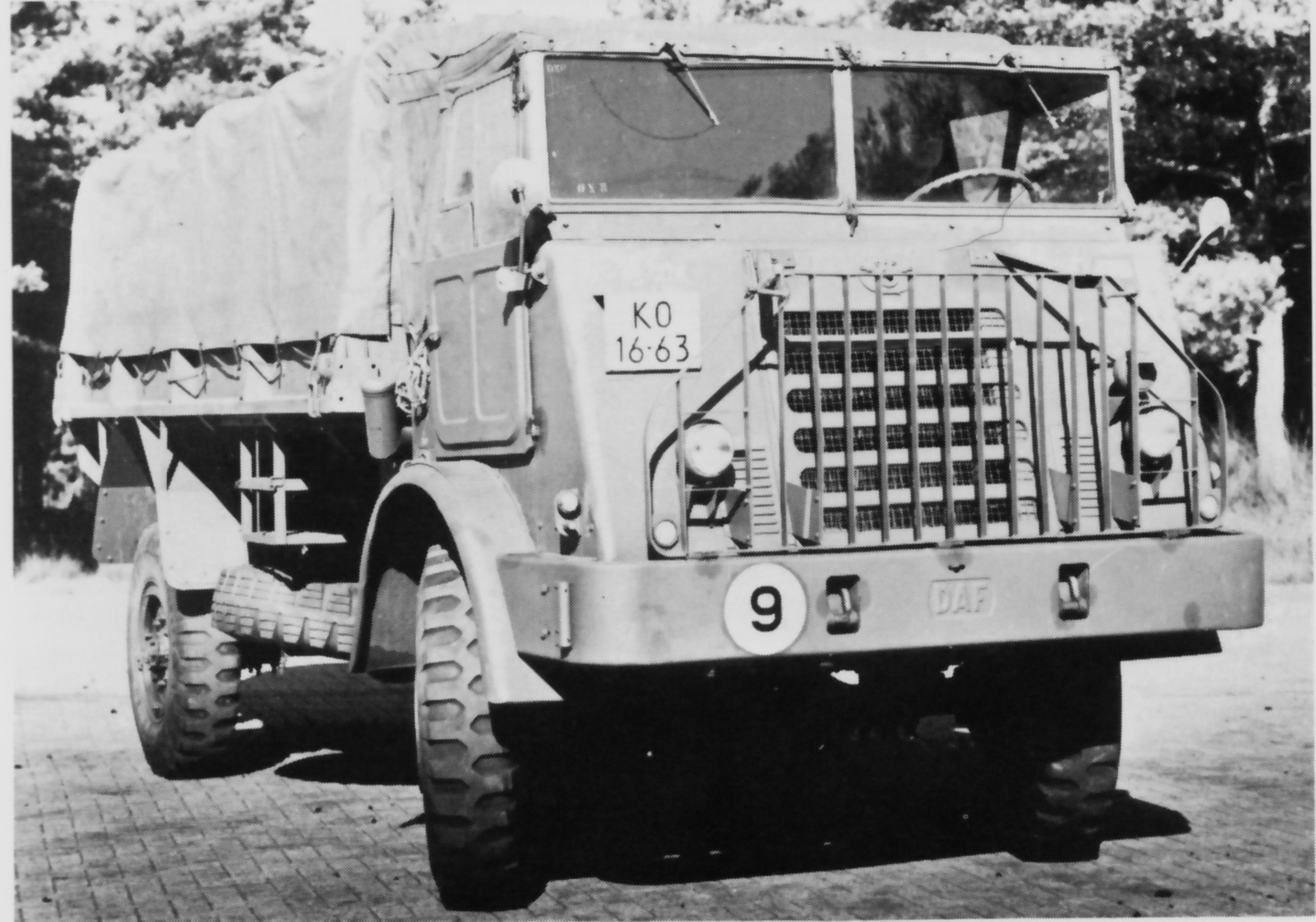
YA 314

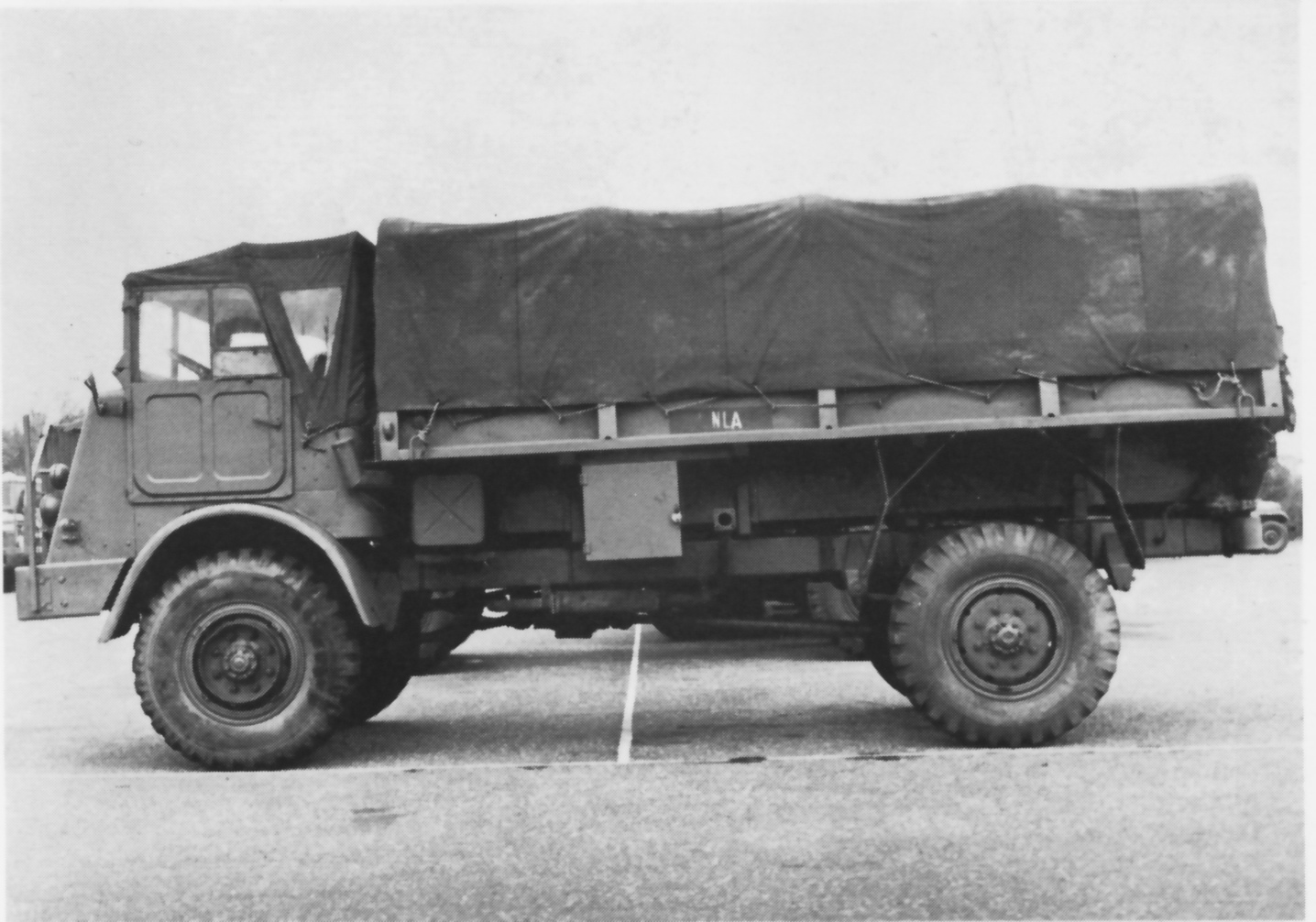
YA 314

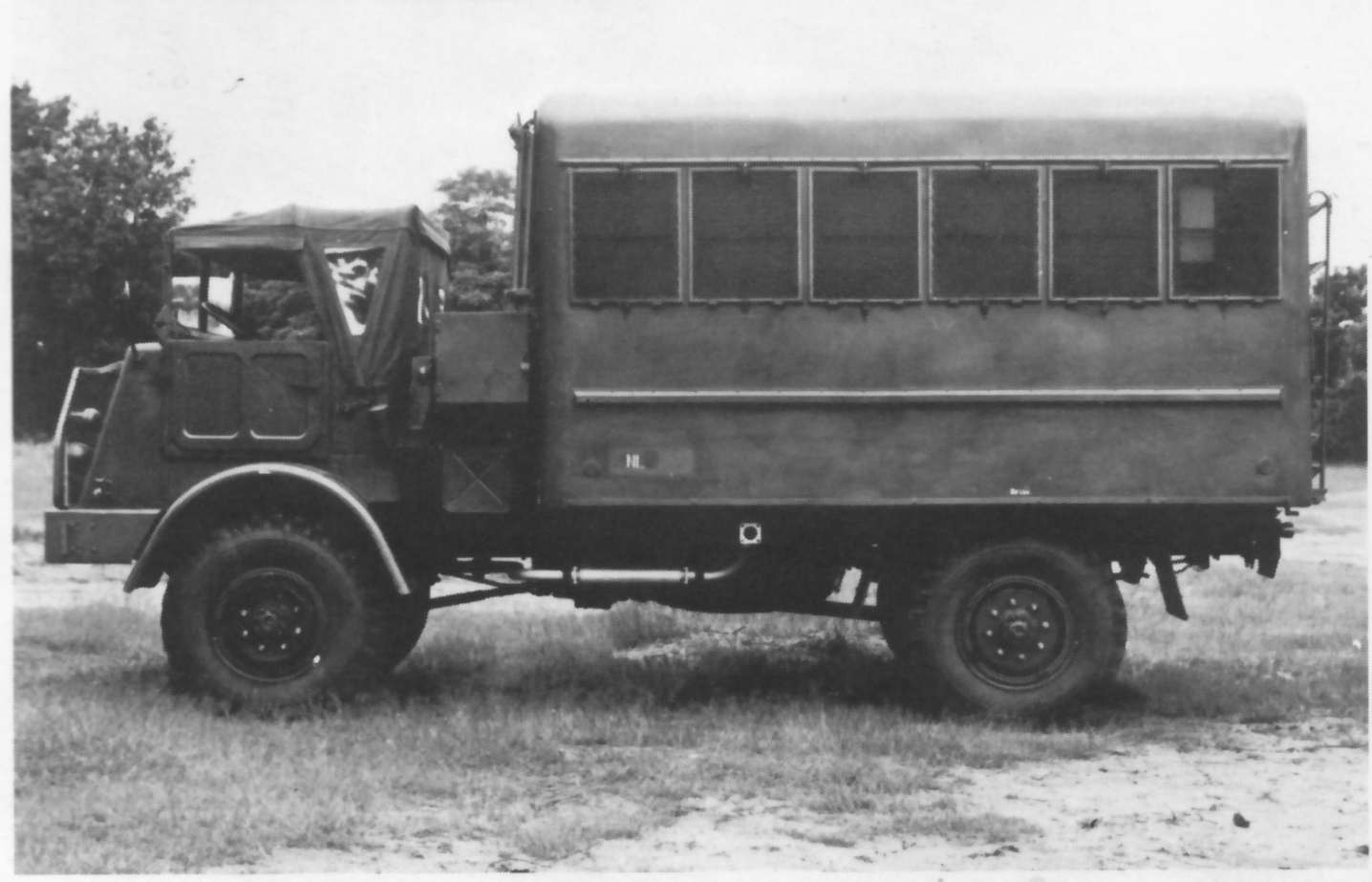
YA 324 Toolset

De Daf YA 314 en de YA 324 (vervolgserie) zijn middelzware, militaire vrachtauto's, geproduceerd voor de Nederlandse krijgsmacht door de Nederlandse vrachtauto fabriek DAF.

## Algemeen
In de jaren vijftig van de 20e eeuw ontstond bij de Koninklijke Landmacht de noodzaak om het rijdend materieel te vervangen.
De tot dan toe gebruikte voertuigen waren na de Tweede Wereldoorlog door de Landmacht tweedehands verkregen via het MDAP uit de voertuigdumps van de Geallieerden, maar doordat deze voertuigen een mix van Engelse en Amerikaanse voertuigen was, bleek het onderhoud en aanvoer van reservedelen een logistiek probleem en standaardisatie was daarom noodzakelijk.
Op 24 mei 1955 ontving DAF een regeringsorder van 25 miljoen gulden voor de bouw en levering van, in eerste instantie, duizend stuks vierwielaangedreven voertuigen van het type YA 314 aan de Koninklijke Landmacht. Uiteindelijk werden er, na vervolgorders, 4406 stuks van het type 314 & 324 geleverd.
De vrachtwagen had geen stuurbekrachtiging en geen verwarming. De cabine, met neerklapbare zijruiten, kon alleen verwarmd worden door de schotten van de, tussen de stoelen geplaatste, motorkap op een kier te zetten waardoor de motorwarmte (en ook de herrie en oliedampen) de cabine instroomde(n).
De waarde van het voertuig bedroeg 25 000 gulden.

### Typeaanduiding
De typeaanduidingen: (YA, YK, YF-314/324), zijn op de volgende manier samengesteld:
- Y = militair voertuig
- A = algemeen, (K = Kipper, F = Fuel/Tankauto)
- 3 = laadvermogen in tonnen,
- 1 resp. 2= de serie,
- 4= het aantal wielen.

## Uitvoeringen
De vrachtauto is gebouwd in twee series;

### De eerste serie YA-314
- Gebouwd van 1955 tot 1960 en had een open laadbak met- of zonder huif.
- Uitgevoerd als:
  - Algemene Dienst met huif
  - Toolset (mobiele werkplaats) met verhoogde huif

### De tweede serie YA-324
- Gebouwd van 1961 tot 1965, als vervolgserie.
- gemodificeerd met een iets versterkt chassis
- verzwaarde achterveren (meer veerbladen)
- Voor- en achterbrug YA324 van merk DAF in plaats van merk Timken (bij YA314)
- Andere schokbrekers voor- en achteras.
- Dashboardverlichting YA314 losse lamp, YA324 verlichting in de meters.
- voorzien van een huif of een metalen gesloten laadbak.

### Uitvoeringen
- Uitgevoerd als:
  - Algemene Dienst met huif
  - Bureauwagen met metalen opbouw
  - Toolset (mobiele werkplaats) met metalen opbouw[4]
  - Verbindingsdienstauto metalen opbouw als:
    - Lijnencentrum
    - (Veld)Telefooncentrale
    - Telexwagen
    - Draaggolfwagen
      - De wagens voor de Verbindingsdienst zijn ingericht bij Van Rietschoten en Houwens aan de Sluisjesdijk op Charlois. Naast de verbindingsapparatuur waren de wagens voorzien van een elektrische kookplaat.
      - Er zijn ook Fokker opbouwen (onder andere Mux Veldtelefooncentrale)

Het YA 314/324-chassis diende ook als basis voor;
- Compressorwagen,
- De YF-324 Tankauto, de F staat voor fuel (brandstof),
- De YK-314 Kiepwagen, de K staat voor Kipper (Kiepwagen),[5]
  - Deze zijn ook voorzien van een huif maar zijn duidelijk herkenbaar aan de kortere laadbak.
- De YA 414,
  - Een viertons uitvoering van de 314. Die is nooit bij DAF in productie gegaan. Het betrof een prototype dat door DAF is ontwikkeld en bij Pegaso in licentie gebouwd is.

## Technische gegevens[6]
| Motor:                       | Motor:                                           |
| ---------------------------- | ------------------------------------------------ |
| Merk:                        | Hercules Motors Corporation                      |
| Type:                        | JXC                                              |
| Aantal cil.:                 | 6-cilinder                                       |
| Werking:                     | 4 takt                                           |
| Vulling:                     | zijkleppen                                       |
| Koeling                      | Vloeistof                                        |
| Brandstof:                   | Benzine                                          |
| Vermogen:                    | 102 Pk bij 3200 toeren/min                       |
| Max. koppel:                 | 285 Nm bij 1400 toeren/min                       |
| Cilinderinhoud:              | 4,62 liter                                       |
| Versnellingsbak:             |                                                  |
| Merk:                        | Warner Gear                                      |
| Type:                        | Synchromesh                                      |
| Uitvoering:                  | 4 versnellingen                                  |
| Overbrengingsverhoudingen:   | 1e 6,398:1                                       |
| Overbrengingsverhoudingen:   | 2e 3,092:1                                       |
| Overbrengingsverhoudingen:   | 3e 1,686:1                                       |
| Overbrengingsverhoudingen:   | 4e 1,0:1 (prise directe)                         |
| Overbrengingsverhoudingen:   | Achteruit 7,82:1                                 |
| Reductiebak                  |                                                  |
| Merk:                        | ZF                                               |
| Uitgevoerd met:              | PTO t.b.v. lier (Alleen bij Kipper en Lierwagen) |
| Overbrengingsverhoudingen:   | Achterwielaandrijving (hoge gearing) 1:1         |
| Overbrengingsverhoudingen:   | 4-wielaandrijving (tevens lage gearing) 1,74:1   |
| Tussenassen:                 |                                                  |
| Merk:                        | Hardy-Spicer                                     |
| Voorwielophanging:           |                                                  |
| Type:                        | Starrebanjoas                                    |
| Vering:                      | Bladveren                                        |
| Schokdemping:                | Dubbelwerkende, hydraulische schokdempers        |
| Achterwielophanging:         |                                                  |
| Type:                        | Starrebanjoas                                    |
| Vering:                      | Parabool bladveren (Bij YA 324 verzwaard type)   |
| Vering:                      | 2 hulpveren                                      |
| Schokdemping:                | Dubbelwerkende, hydraulische schokdempers        |
| Remsysteem:                  |                                                  |
| Type                         | Trommelremmen                                    |
| Bediening                    | Hydraulisch met luchtbekrachtiging               |
| Elektrische installatie:     |                                                  |
| Boordspanning:               | 24 volt                                          |
| Stroomvoorziening:           | 2 accu's van 12 volt in serie                    |
| Capaciteit:                  | 120 Ah elk                                       |
| Afmetingen & Gewichten:      |                                                  |
| Hoogte:                      | 2785 mm                                          |
| Hoogte Knock-down:           | 2050 mm                                          |
| Lengte:                      | 6090 mm                                          |
| Breedte:                     | 2425 mm                                          |
| Gewicht:                     | YA 314: 4800 kg                                  |
| Gewicht:                     | YA 324: 5500 kg                                  |
| Laadvermogen:                | 3000 kg                                          |
| Max. totaal gewicht:         | YA 314: 7800 kg                                  |
| Max. totaal gewicht:         | YA 324: 8500 kg                                  |
| Max. druk vooras :           | 3400 kg                                          |
| Max. druk achteras:          | YA 314: 4400 kg                                  |
| Max. druk achteras:          | YA 324: 5100 kg                                  |
| Prestaties:                  |                                                  |
| Max. snelheid op de weg:     | 76 km/h                                          |
| Brandstofverbruik op de weg: | 1:3 km                                           |
| Actieradius op de weg:       | 630 km                                           |
| Draaicirkel:                 | 18 meter                                         |
| Klimvermogen:                | 40%                                              |
| Waadvermogen:                | 75 cm                                            |
| Bodemvrijheid                | 48 cm                                            |
| Op-afloophoek:               | 40° - 35°                                        |
| Uitrusting:                  |                                                  |
| Bandenpomp installatie:      | Compressor                                       |
| Brandstoftanks:              | Twee stuks van elk 105 liter                     |
| Jerrycans:                   | Twee stuks van elk 20 liter.                     |

## Productiecijfers en Kentekens YA (K) 314/324[2][9]

### Koninklijke Landmacht

#### 1954
- type: truck, zonder lier
- aantal: 5 stuks
- kentekens: van KL-00-01 t.m. KL-00-05

#### 1954/'55
- type: truck, zonder lier
- aantal: 992 stuks
- kentekens: van KL-00-08 t.m. KL-09-99

#### 1955/'58
- type: truck, zonder lier
- aantal: 3002 stuks
- kentekens: van KO-00-04 t.m. KO-30-05

#### 1957/'58
- type: chassis met PTO en lier bedoeld voor diverse typen opbouw.
- aantal:110 stuks
- kentekens: van KO-30-06 t.m. KO-31-15

#### 1958/'59
- type: kipper YK-314
- aantal: 240 stuks
- kentekens: van KL-97-01 t.m. KL-99-40

#### 1959
- type: Chassis voorzien van laadbak met bommen-laadinrichting
- aantal: 6 stuks
- kentekens: van KO-32-06 t.m. KO-32-11

### Koninklijke Luchtmacht

#### 1960/'61
- type: truck, zonder lier
- aantal: 24 stuks
- kentekens: van LM-44-01 t.m. LM-44-24

#### 1964
Dit jaar neemt de KLu twee stuks YA314 over van de KL.
De kentekens bij de KLu worden: LM-58-73 en LM-58-74.
De eerdere Landmachtkentekens van deze twee Dafs zijn niet meer te achterhalen.

### Korps Mariniers

#### 1959
- type: truck, zonder lier
- aantal: 12 stuks
- kentekens: van KM-39-22 t.m. KM-39-43

#### 1960/'61
- type: truck, zonder lier
- aantal: 15 stuks
- kentekens: van KM-32-26 t.m. KM-32-40

## Opvolging
De YA-314 en YA-324 zijn in de jaren 80 van de 20e eeuw vervangen door de DAF YA-4440 en verkocht via de Dienst Domeinen. In tegenstelling tot de DAF YA-328 en de DAF YA-126 lijken er weinig 314's in het hobbycircuit terechtgekomen te zijn. Waarschijnlijk zijn er, vanwege de hogere toepasbaarheid, veel geëxporteerd en dienen ze hun tijd uit bij een leger in het buitenland.
Verder zijn veel YA 314's gesloopt voor hun voor- en achterassen. Deze zijn na het verwijderen van de bevestigingen voor de fusees en remankerplaten toegepast in containerafzetsystemen. NCH als fabrikant van deze systemen heeft nog steeds een voorraad van deze assen liggen.